# Asphondylia beguni
Asphondylia beguni är en tvåvingeart som beskrevs av Mani 1953. Asphondylia beguni ingår i släktet Asphondylia och familjen gallmyggor. Inga underarter finns listade i Catalogue of Life.